# Anguirus

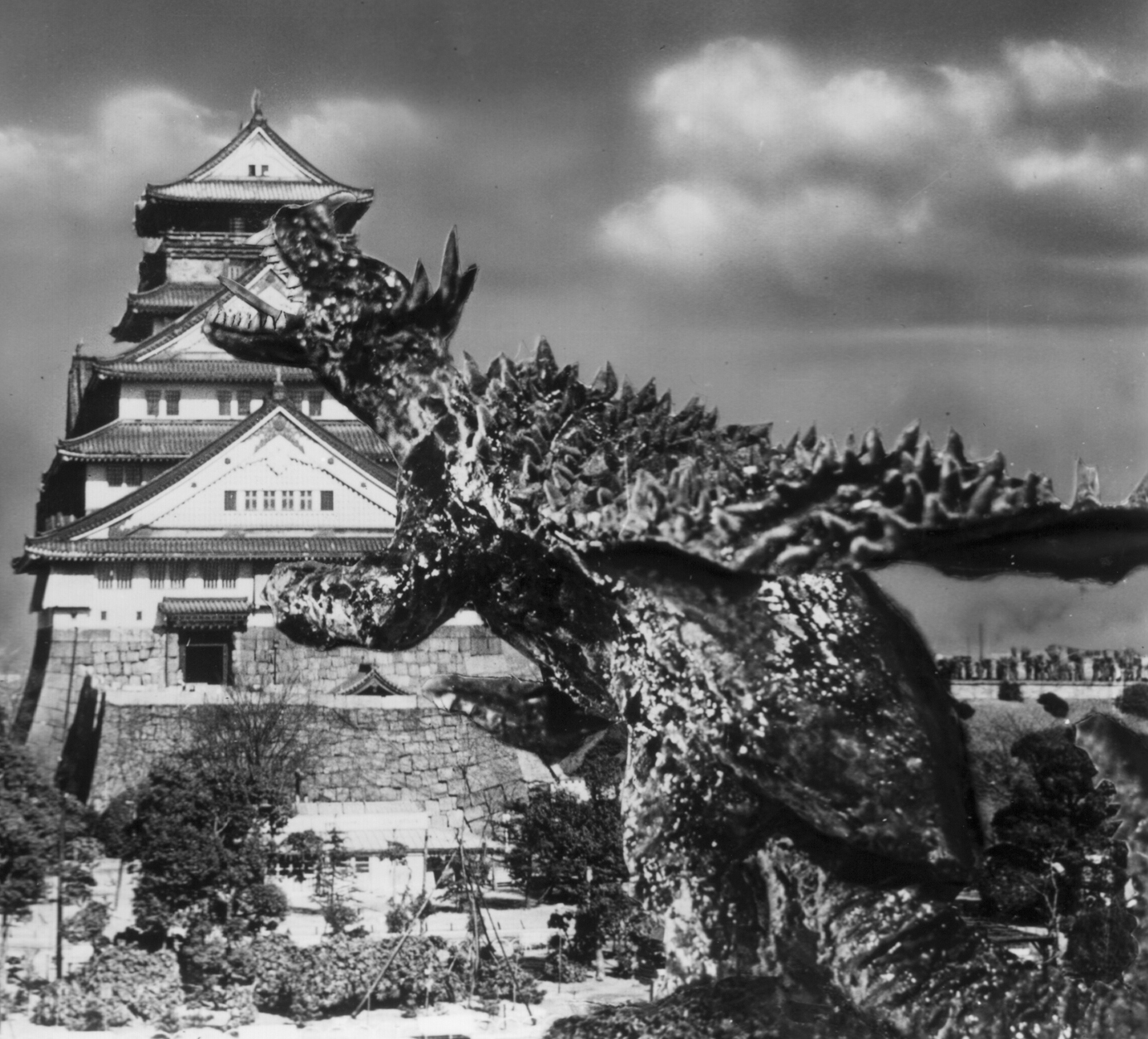
Anguirus

Anguirus (Nhật: アンギラス Hepburn: Angirasu) là một nhân vật hư cấu xuất hiện lần đầu tiên trong bộ phim kaiju năm 1955 của Toho, Godzilla Raids Again. Nó là quái vật thứ hai xuất hiện trong phim Toho kaiju. Anguirus xuất hiện một năm sau Godzilla. Nó là con quái vật đầu tiên Godzilla chiến đấu và nó đã liên minh với Godzilla trong một số bộ phim khác chống lại các mối đe dọa nguy hiểm hơn.

## Tổng quát
Anguirus là một con khủng long bốn chân hoặc khổng lồ được chiếu xạ giống như một mắt cá chân và một con rồng có râu. Đầu của nó giống như một giao thoa giữa của một ceratosaurus và styracosaurus hoặc sinoceratops. Nó có một số sừng trên đỉnh đầu và một sừng trên mũi. Khuôn mặt của nó dài và rút ra, giống như một con cá sấu và có những hàng răng dài lởm chởm. Thân xe của nó được đính những chiếc gai dài và sắc nhọn. Đuôi của Anguirus được bao phủ bởi các gai (nó cũng có một câu lạc bộ đuôi trong Godzilla: Final Wars). Đuôi của nó chiếm phần lớn chiều dài cơ thể của nó. Các chi sau của nó dài hơn chân trước của nó, và nó có thể đứng trên chúng với chiều cao đầy đủ của nó, mặc dù nó thường đi trên tất cả bốn chân. Anguirus không chỉ có một mà là năm bộ não, một trong đầu điều khiển tất cả các cơ quan của nó và một bên trên mỗi chi của nó; mỗi bộ não rất có thể kiểm soát chi họ ở trên. Điều này mang lại cho Anguirus một lợi thế trong trận chiến, vì nó có thể phản ứng nhanh hơn nhiều so với hầu hết các kaiju. Anguirus lần đầu tiên xuất hiện trong liên tục Showa là màu nâu với các gai màu vàng, những màu này sau đó được thay đổi trong loạt Thiên niên kỷ thành màu xám nhạt, có gai và sừng màu cam.